# Stachelplattköpfe
Die Stachelplattköpfe (Plectrogenium (Gr.: plektron = etwas zum Stechen, genos = Rasse)) sind eine Gattung kleiner Meeresfische aus der Ordnung der Barschartigen (Perciformes). Die Fische leben im Indopazifik in Tiefen von 250 bis 650 Metern.

## Merkmale
Plectrogenium-Arten werden nur 5,15 bis 6,8 cm lang. Ihr Körper ist abgeflacht, der Kopf mit knöchernen Kämmen und Stacheln versehen. Die Kiemenmembranen sind am Isthmus nicht zusammengewachsen. Ihre Rückenflosse wird von zwölf Stacheln und sieben Weichstrahlen gestützt, die Afterflosse von drei Stacheln und fünf Weichstrahlen. Die Stacheln von Rücken-, After- und Bauchflossen stehen mit Giftdrüsen in Verbindung. Die Anzahl der Wirbel liegt bei 25 bis 27. 

## Systematik
Die systematische Stellung der Fische ist umstritten. Bei Fishbase bilden sie eine eigene, monogenerische Familie. Der amerikanische Ichthyologe Joseph S. Nelson ordnet sie als Unterfamilie Plectrogeniinae den Skorpionfischen (Scorpaenidae) zu, räumt aber eine mögliche Verwandtschaft mit den Platycephaloidei (Plattköpfe und Verwandte) ein. Leo Smith und Kollegen stellten Anfang 2018 auch die Gattung Bembradium in die Familie Plectrogeniidae und ordneten diese als Schwestergruppe der Neosebastidae den Drachenkopfverwandten (Scorpaenoidei) zu.

## Arten
Es gibt zehn  Arten:
- Plectrogenium barsukovi Mandrytsa, 1992
- Plectrogenium capricornis Matsunuma et al., 2021
- Plectrogenium kamoharai Uesaka et al., 2021
- Plectrogenium kanayamai Uesaka et al., 2021
- Plectrogenium longipinnis Matsunuma et al., 2021
- Plectrogenium megalops Matsunuma et al., 2021
- Plectrogenium nanum Gilbert, 1905
- Plectrogenium occidentalis Matsunuma et al., 2021
- Plectrogenium rubricauda Uesaka et al., 2021
- Plectrogenium serratum Matsunuma et al., 2021